# Baltimore Saturday Visiter

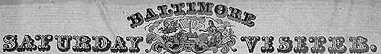
Frontispiciul ediției din octombrie 1833

Baltimore Saturday Visiter a fost un periodic săptămânal ce a apărut la Baltimore, Maryland, în secolul al XIX-lea. Aici au fost publicate unele din primele lucrări ale scriitorului Edgar Allan Poe, ce era originar din Baltimore.

## Istoric
Publicația a fost înființată în 1832 de Charles Cloud și Lambert Wilmer, un prieten de-al Poe. Populară la început, Visiter a devenit mai târziu aboliționistă și în 1847 a fost absorbită de publicația aboliționistă National Era din Washington D.C.
Poe a trimis revistei Visiter șase povestiri în cadrul unui concurs sponsorizat de publicație. Ziarul a promis un premiu de 50 de dolari pentru cea mai bună poveste și un premiu de 25 de dolari pentru cel mai bun poem trimis la 1 octombrie 1833. Aproximativ 100 de lucrări literare au fost primite, dar juriul a ales să premieze povestirea „Manuscris găsit într-o sticlă” a lui Poe pentru originalitatea sa. În plus față de premiul de 50 de dolari, povestirea a fost publicată în numărul din 19 octombrie al Visiter. Concursul, cu toate acestea, a fost marcat de unele controverse. Câștigătorul secțiunii de poezie a concursului, „Henry Wilton”, s-a dovedit a fi de fapt John Hewitt, editorul lui Visiter. Poe a afirmat că Hewitt a câștigat prin „mijloace necinstite”.